# فاندا بنية
فاندا بنية (الاسم العلمي:Vanda brunnea) هي نوع من النباتات تتبع جنس الفاندا من الفصيلة السحلبية.